# Токамак

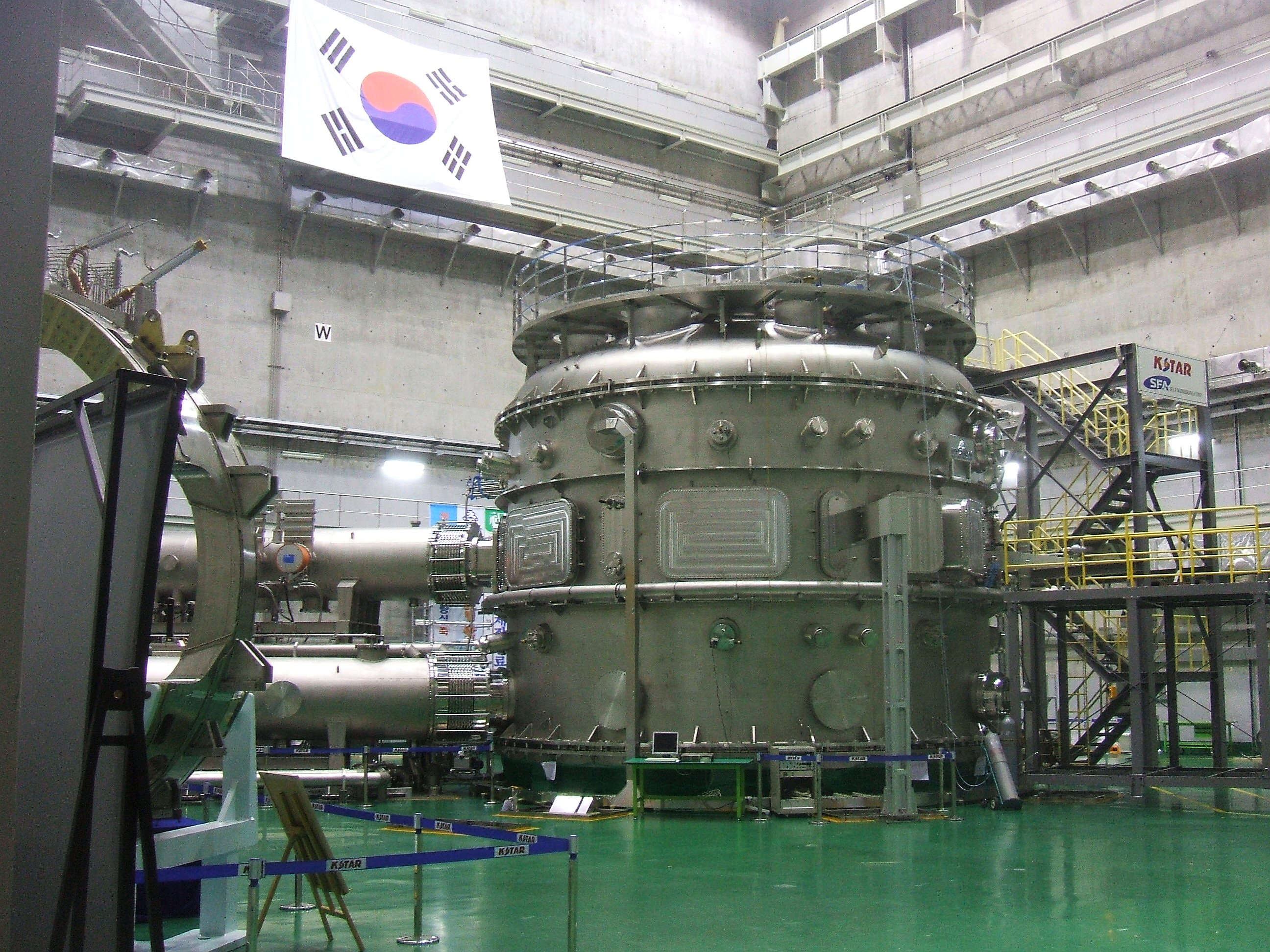
Токамак KSTAR, Південна Корея

Токама́к — тороїдальна установка для магнітного утримання плазми. Пристрій призначено для здійснення реакції термоядерного синтезу в високотемпературній плазмі в квазістаціонарному режимі, при цьому плазма утворюється в тороїдальній камері і її стабілізує магнітне поле. Енергія, що виділяється під час цієї реакції, повинна перевищити енергію, що витрачається для формування плазми і запуску реакції.

## Історія

### Передісторія
Термоядерні реакції, або реакції термоядерного синтезу (злиття ядер), були відкриті ще у 30-х роках ХХ сторіччя. Такі реакції є екзотермічними, тобто відбуваються з величезним виділенням енергії. Дослідження в галузі термоядерного синтезу розпочались невдовзі після закінчення Другої світової війни, хоча у більшості країн такі програми проходили під грифом «секретно». Лише у 1955 році на Міжнародній конференції з питань мирного використання атомної енергії ООН в Женеві такі програми були розсекречені і це дало змогу розпочати міжнародну наукову співпрацю у цій галузі.

### Походження терміна
Сам термін у початковому його варіанті звучав як «токамаг» і був утворений із початкової фрази «тороїдальна камера магнітна» (рос. ТОроидальная КАмера МАГнитная), яку вчені використовували для означення винаходу. Авторство цього терміна приписують науковцеві Ігореві Миколайовичу Головіну, учневі Курчатова. Пізніше термін трансформувався в «токамак», що розшифровувалось як «тороїдальна камера з магнітними котушками» (рос. ТОроидальная КАмера с МАгнитными Катушками). Саме в такому вигляді термін був запозичений усіма мовами світу.

### Перші розробки

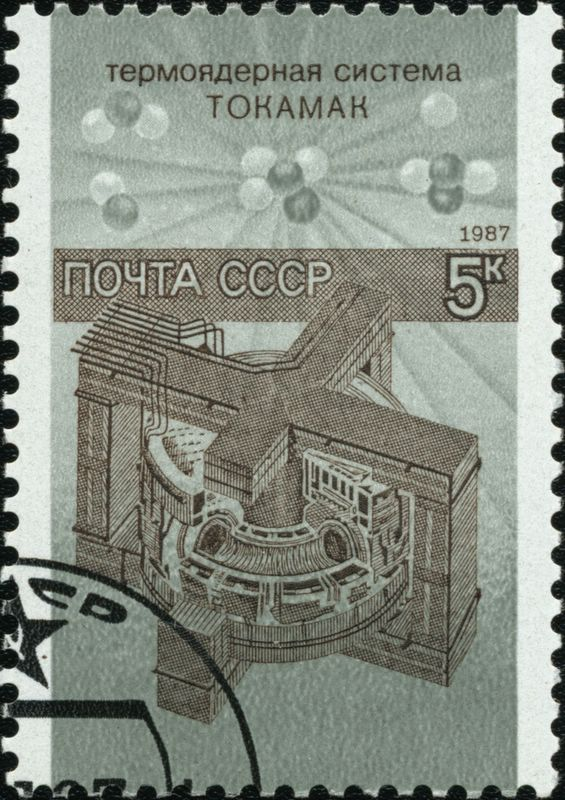
Термоядерна система Токамак, поштова марка СРСР 1987 року.

Найперші розробки, які послужили поштовхом для створення установок типу «токамак», були проведені в СРСР. 1950 року фізик Олег Лаврентьєв запропонував не лише ідею використання керованого термоядерного синтезу в промислових масштабах як нове, надійне та перспективне джерело для виробництва електроенергії, але й розробив конкретну схему з використанням термоізоляції високотемпературної плазми електричним полем. Ця робота дала початок радянським дослідженням в галузі керованого термоядерного синтезу. 
Схема майбутньої установки «токамак» була модернізована в 1950-х радянськими фізиками Ігорем Таммом та Андрієм Сахаровим, які розробили теоретичну основу термоядерного реактора, в якому плазма набуває тороїдальної форми та утримується магнітним полем.
Перший токамак під назвою Т-1 споруджено 1955 року в СРСР в Інституті атомної енергії. Авторами основних фізико-технічних ідей установки були вчені Н. А. Явлінський, І. М. Головін, Лев Арцимович. За рік запрацював ще один токамак Т-2, який містив прототипи більшості функціональних елементів майбутніх установок. Після цих подій упродовж більш ніж десятиліття токамаки існували лише в СРСР, а світові розробки в цій галузі знаходились далеко позаду. 
За десять років безперервних напружених досліджень та вдосконалень цього пристрою досягнуто вагомого прогресу у плазмових параметрах токамаків. Справжнім проривом в технології стала заява радянських вчених на Третій міжнародній конференції МАГАТЕ з питань фізики плазми та дослідження керованого термоядерного синтезу в Новосибірську 1968 року. Вони оголосили, що в своєму токамаку Т-3, спорудженому в Курчатовському інституті, досягли температури плазми 0,5 КеВ, та концентрації плазми ~ 5х1019 м-3. Виміряний енергетичний час утримання становив близько 20 мілісекунд, що більш ніж на порядок перевищувало загальноприйняті на ті часи прогнози. Така заява викликала недовіру з боку британських та американських вчених, розробки котрих були далекими від подібних результатів. Сумніви розвіялись лише після того, як результати були підтверджені за допомогою тестів з використанням лазерного розсіювання, що були проведені кілька років пізніше.

### Друге покоління токамаків. Світова практика
Хоча роботи у сфері керованого термоядерного синтезу почали проводитись кількома країнами ще із 1956 року, коли під час візиту Микити Хрущова до Великої Британії Ігор Васильович Курчатов повідомив про проведення цих робіт в СРСР, але переважно уся активність і досягнення в цій галузі належали радянським вченим. Справжнього розвитку технологія набрала з моменту публічного оголошення у 1968 році вражаючих результатів роботи радянського токамака Т-3. Саме тоді розпочався активний розвиток цього напрямку і в інших країнах світу. В 1970-ті роки у світі були споруджені токамаки наступного за Т-3 покоління: Т-7, Т-10, Т-11 (СРСР), PLT та DIII-D (США), ASDEX (Німеччина), TFR (Франція), JFT-2 (Японія) та ін.
На токамаках цього покоління розроблено методи додаткового нагріву плазми, інжекція нейтральних атомів, електронний та іонний циклотронний нагрів, різноманітні діагностики плазми та розроблені системи керування плазмою. Внаслідок цього у токамаках другого покоління були отримані значні параметри плазми: температура в кілька КеВ, густини плазми, що перевищували 1020 м-3 . Окрім того, токамак отримав додатковий, принципово важливий для реактора елемент – дивертор.
У процесі розвитку технології токамаків, 1960-х роках було продемонстровано, що за допомогою самого лише нагріву за рахунок пропускання струму (омічного нагріву) неможливо довести плазму до термоядерних температур. Найприроднішім шляхом підвищення енергомісткості плазми здавався метод зовнішньої інжекції швидких нейтральних часток (атомів), але лише у 1970-х роках було досягнуто необхідного технічного рівня та поставлено реальні експерименти з використанням інжекторів.
В середині 70-х років на токамаку PLT в Принстонській лабораторії фізики плазми (США) за допомогою пучків швидких нейтральних атомів була отримана плазма з температурою 60 млн градусів. Трохи пізніше в радянському токамаку Т-10 температура плазми була піднята до 90 млн градусів. На першому у світі токамаку з надпровідною магнітною системою Т-7 (СРСР) була продемонстрована можливість неіндуктивної підтримки струму в плазмовому шнурі, що відкрило шлях до радикального збільшення тривалості робочого циклу.

### Третє покоління токамаків

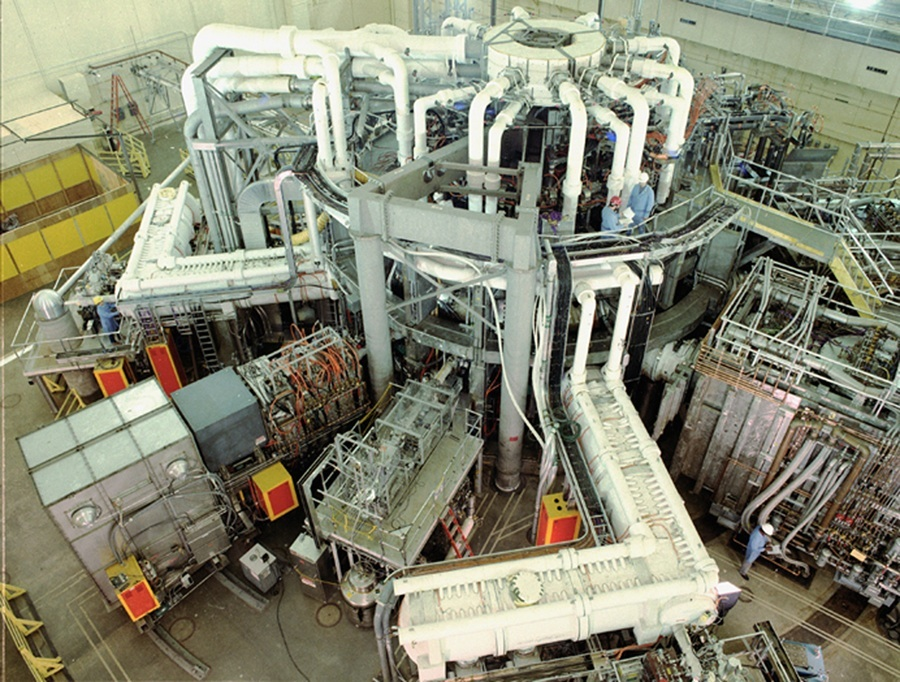
Токамак TFTR в Принстонській лабораторії фізики плазми (1989)

На початку 80-х років було введено в експлуатацію третє покоління токамаків – установок з великим радіусом тора (2-3 м) та плазмовим струмом в декілька МА. Було споруджено п’ять таких установок: JET (Велика Британія), Tore Supra (Франція), JT60-U (Японія), TFTR (США), та Т-15 (СРСР). Основним фізичним завданням механізмів цього покоління було дослідження утримання плазми з термоядерними параметрами, уточнення граничних параметрів плазми, накопичення досвіду роботи з дивертором, та ін. До технологічних завдань входило: розробка надпровідних магнітних систем, що можуть створювати поле з індукцією до 5 Тл у великих об’ємах, розробка систем для роботи з тритієм, накопичення досвіду зняття високих потоків тепла в диверторі, розробка систем для дистанційного збирання/розбирання внутрішніх вузлів установки, вдосконалення діагностики плазми, та ін.
В 90-ті роки родина пасток для утримання плазми поповнилась новою модифікацією — сферичними токамаками. В порівнянні з традиційними, вони відрізняються лише однією конструктивною особливістю — меншим (не більше 2) аспектним співвідношенням, тобто співвідношенням великого та малого радіусів плазмового шнура. Цей геометричний нюанс має дуже важливі для токамаків наслідки. Для утримання та збереження стійкості плазмового шнура магнітний тиск в сферичних токамаках можна понизити приблизно у 10 разів у порівнянні з традиційними токамаками. В свою чергу це дає змогу у декілька разів зменшити магнітну індукцію та загальну вартість установки, при цьому зберігаючи основні плазмо-фізичні параметри. Ця особливість дає сферичним токамакам шанс стати лідерами серед замкнутих магнітних пасток.

### Токамаки сьогодні
Перше десятиліття 21 сторіччя можна охарактеризувати як завершальний етап доби експериментальних токамаків перед появою промислових термоядерних реакторів. Найбільші з існуючих установок містять в собі майже усі функціональні та технологічні системи майбутнього реактора. На 2019 рік функціонує понад 100 установок типу токамак.
2006 року вчені Ісламського відкритого університету Тегерана повідомили, що оволоділи технологією термоядерного синтезу за допомогою установки типу «токамак».
2010 року президент Курчатовського інституту (РФ) Євген Вєліхов заявив що російські та казахські вчені отримали першу плазму на токамаку в казахстанському місті Курчатові.
На 2020 рік в Китаї заплановано відкриття токамаку HL-2M. Перший такий проєкт Південно-західний університет КНР створив 1984 року. Це частина ITER («Міжнародний термоядерний експериментальний реактор»), який планується відкрити до 2025 року у Франції.
Наприкінці грудня 2020 року корейський токамак KSTAR спромігся утримувати речовини з температурою близько 100 мільйонів градусів стабільними впродовж 20 секунд. До 2025 року вчені планують збільшити цей час до 5 хвилин.
На початку 2022 року група китайських вчених повідомила, що 30 грудня 2021 року їм вдалось втримати плазму температурою близько 120 мільйонів градусів Цельсія протягом 1056 секунд. Експеримент відбувався на установці EAST (HT-7U) Інституту фізики плазми Китайської академії наук.
Історичний момент був зафіксований на корейському термоядерному реакторі, відомого як Korea Superconducting Tokamak Advanced Research (KSTAR) під час експериментів в період з грудня 2023 по лютий 2024 року, коли вчені змогли підтримувати температуру в 100 млн °C протягом 48 секунд, у той час як температура в ядрі Сонця складає близько 15 млн °C.

### Перспективи
Установка типу «токамак» вважається найперспективнішим пристроєм для здійснення керованого термоядерного синтезу. Саме тому як наступний етап розвитку технології планується насамперед створення наступного покоління токамаків, у яких можна досягти синтезу, що самопідтримується.

## Принцип роботи

Принцип роботи реактора типу «токамак»

Токамак за своїм принципом є електрофізичною установкою, основним призначенням якого є формування плазми (тобто розігрів газу до 100 млн градусів), досягнення її високої густини та досягнення її тривалого збереження в чітко визначеному об'ємі. Це дозволить здійснити термоядерну реакцію синтезу ядер гелію з вихідної сировини, ізотопів водню (дейтерію і тритію). У ході реакції повинна виділитись енергія, що значно перевищує енергію, витрачену на формування плазми. 
Токамак по своїй суті має вигляд тора: тороїдальна вакуумна камера, на яку намотаний провідник, що формує тороїдальне магнітне поле. Основне магнітне поле в камері-пастці, що містить гарячу плазму, утворюється тороїдальними магнітними котушками. Значну роль в утриманні плазми відіграє плазмовий струм, що протікає уздовж кругового плазмового шнура і створює магнітне поле спеціальної конфігурації.
У диференціально-геометричних термінах електромагнітне поле {\displaystyle E} є 1-формою на {\displaystyle \mathbb {R} ^{3},} а магнітне поле {\displaystyle B} - це 2-форма. З рівнянь Максвела слідує, що 2-форма (максвелівський тензор поля) {\displaystyle \omega =B+cdt\land E} замкнена у просторі Мінковського {\displaystyle \mathbb {R} ^{4}.} Притаманна більшості класичних задач просторова симетрія поля тягне за собою виродження відповідної 2-форми {\displaystyle \omega .}
Силові лінії тороїдального магнітного поля є квазіперіодичними обмотками торів, які неортогональні силовим лініям вихоревого електричного поля, які представляють собою паралелі торів. Таким чином,
{\displaystyle sgrad(t)=-{\frac {H}{c(E,H)}},\quad \quad \{t,f\}=-{\frac {(H,grad(f))}{c(E,H)}}.}
Функція {\displaystyle f(x,y,z)} евклідової відстані від точки {\displaystyle (x,y,z)} до осі тороїдальної камери реактора є інтегралом поля {\displaystyle sgrad(t),} де {\displaystyle t} - час. Так виникає інтегровувана гамільтонова система {\displaystyle sgrad(t),} інтегральні траєкторії якої співпадають із силовими лініями тороїдального магнітного поля, а тори Ліувіля розшаровують тороїдальну камеру. Відображення Пуанкаре, визначене на будь-якому меридіальному диску, називається tokamap.

### Безперервний режим роботи
У цей час установки токамак працюють в імпульсному режимі. Тривалість імпульсів визначається енергією, яка запасена в індукторі, що підтримує струм в плазмі. Нещодавно в низці країн отримані перші результати з безіндукційного збудження струму в токамаках. З цією метою в плазму вводять електромагнітні хвилі певної частоти, які викликають впорядкований рух електронів вздовж магнітного поля. Експерименти на установках Т-7, PLT і JFT-II свідчать про перспективність такого способу збудження струму. Дослідження в цьому напрямку дозволять в найближчому майбутньому визначити можливості системи безіндукційної підтримки струму в реакторі протягом тривалого часу.

## Токамаки у світі

### Діючі токамаки світу
| Токамак                                                            | Країна          | Місто           | Установа                                                                             | Запуск          |
| ------------------------------------------------------------------ | --------------- | --------------- | ------------------------------------------------------------------------------------ | --------------- |
| T-10                                                               | Росія           | Москва          | Курчатовський інститут                                                               | 1975            |
| TEXTOR (англ. Tokamak Experiment for Technology Oriented Research) | Німеччина       | Юліх            | Інститут енергетичних досліджень (IEF)                                               | 1978            |
| Туман-3М                                                           | Росія           | Санкт-Петербург | Фізико-технічний інститут РАН                                                        | 1980            |
| EGYPTOR                                                            | Єгипет          | Каїр            |                                                                                      | 1982            |
| JET (англ. Joint European Torus)                                   | Велика Британія | Калем           | Євратом                                                                              | 1983            |
| Novillo Tokamak                                                    | Мексика         | Мехіко          | Національний інститут ядерних досліджень                                             | 1983            |
| T-11M                                                              | Росія           | Троїцьк         | Троїцький інститут інноваційних та термоядерних досліджень (ТРІНІТІ)                 | 1985            |
| TRIAM-1M                                                           | Японія          | Касуга          | Кюсюський університет                                                                | 1986            |
| STOR-M (з 2007 — STOR-1M)                                          | Канада          | Саскатун        | Саскачеванський університет                                                          | 1987            |
| Tore Supra                                                         | Франція         | Кадараш         | Центр ядерних досліджень «CEA-Cadarache» Комісаріату з Атомної Енергетики Франції    | 1988            |
| ADITYA                                                             | Індія           | Гуджарат        | Інститут досліджень плазми (IPR)                                                     | 1989            |
| DIII-D                                                             | США             | Сан-Дієго       | General Atomics                                                                      | 1989            |
| COMPASS (англ. COMPact ASSembly)                                   | Чехія           | Прага           | Інститут фізики плазми (IPP)                                                         | 1989-1999; 2008 |
| FTU (англ. Frascati Tokamak Upgrade)                               | Італія          | Фраскаті        | Лабораторія фізики плазми, Національне агентство новітніх технологій Італії          | 1990            |
| ISTTOK                                                             | Португалія      | Лісабон         | Інститут плазми і термоядерного синтезу (порт. Instituto de Plasmas e Fusão Nuclear) | 1991            |
| ASDEX-Upgrade                                                      | Німеччина       | Ґархінґ         | Інститут фізики Макса Планка (IPP)                                                   | 1991            |
| ALCATOR C-Mod (англ. ALto CAmpo TORus)                             | США             | Кембридж        | Массачусетський технологічний інститут (MIT)                                         | 1992            |
| TCV (фр. Tokamak à configuration variable)                         | Швейцарія       | Лозанна         | Федеральна політехнічна школа Лозанни (EPFL)                                         | 1992            |
| TCABR (Tokamak Chauffage Alfvén Brésiliene)                        | Бразилія        | Сан-Паулу       | Університет Сан-Паулу                                                                | 1994            |
| HT-7 (Hefei Tokamak-7)                                             | Китай           | Хефей           | Інститут фізики плазми Китайської академії наук                                      | 1995            |
| CSTN-IV (англ. Current Sustaining Tokamak of university of Nagoya) | Японія          | Наґоя           |                                                                                      | 1998            |
| MAST (англ. Mega Ampere Spherical Tokamak)                         | Британія        | Калем           | Євратом                                                                              | 1999            |
| NSTX (англ. National Spherical Torus Experiment)                   | США             | Принстон        | Принстонська лабораторія фізики плазми                                               | 1999            |
| EAST (HT-7U) (англ. Experimental Advanced Superconducting Tokamak) | Китай           | Хефей           | Інститут фізики плазми Китайської академії наук                                      | 2006            |
| KSTAR (англ. Korea Superconducting Tokamak Advanced Reactor)       | Корея           | Теджон          | Корейський інститут фундаментальних наук                                             | 2008            |

### Токамаки, що припинили роботу
| Токамак                 | Країна | Місто | Установа                                              | Роки роботи |
| ----------------------- | ------ | ----- | ----------------------------------------------------- | ----------- |
| JT-60 (з 1991 — JT-60U) | Японія | Нака  | Японський інститут досліджень атомної енергії (JAERI) | 1985-2010   |

### Проєкти майбутніх токамаків

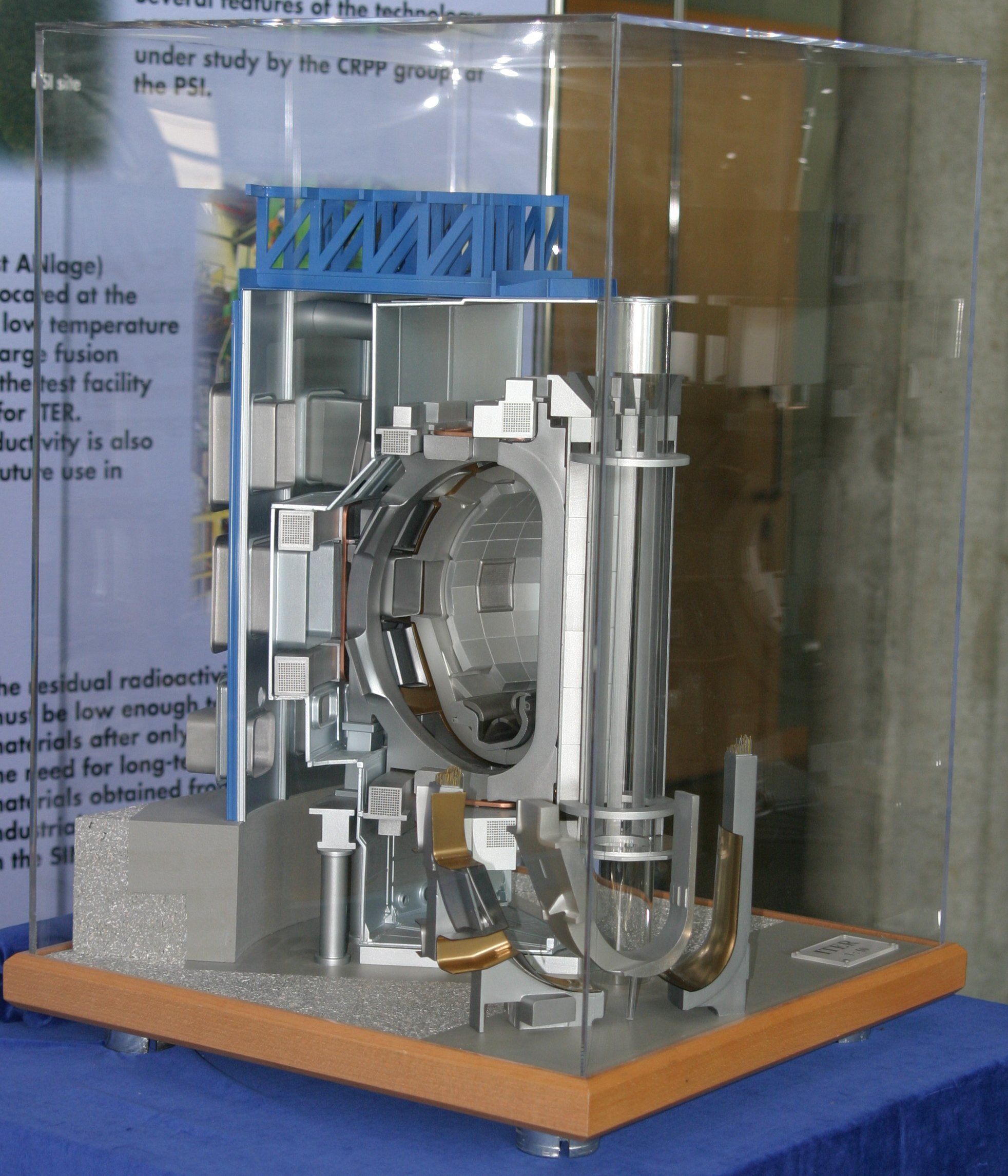
Макет реактора ITER

- ITER (англ. International Thermonuclear Experimental Reactor) — Міжнародний експериментальний термоядерний реактор, Франція,  Сен-Поль-ле-Дюранс, біля Центр ядерних досліджень «CEA-Cadarache». Спорудження розпочато в 2008 році; першу плазму планують отримати у 2025 році [11].
- DEMO (англ. DEMOnstration Power Plant) — міжнародний проєкт, що включає будівництво термоядерної електростанції з серії термоядерних реакторів. Наступник проєкту ITER. Планується розпочати спорудження 2024 року[12].
- IGNITOR — російсько-італійський проєкт токамака, Росія, Троїцьк, Курчатовський інститут [13].
- SST-1 (англ. Steady State Tokamak) — Індія, Гандінагар, Інститут дослідження плазми. Знаходиться на стадії монтажу [14].
- FAST (англ. Fusion Advanced Studies Torus) — європейська пропозиція зі створення нового токамака в Італії.